# Jack Chick
Pour les articles homonymes, voir Chick.
Jack Thomas Chick, né le 13 avril 1924 à Boyle Heights (Los Angeles, États-Unis) et mort le 23 octobre 2016 à Alhambra (États-Unis), est un dessinateur de bande dessinées et éditeur américain.
Il dirigeait Chick Publications. Il est l'auteur des Chick Tracts, des comic strips destinés à convertir le jeune public au fondamentalisme chrétien.

## Biographie
Chick est connu pour son style controversé et militant qu'il utilise pour promouvoir des valeurs chrétiennes évangéliques. Il est un baptiste indépendante tenant du « Mouvement pour l'utilisation exclusive de la Bible du roi Jacques », lequel affirme notamment que cette version de la Bible fait autorité sur toutes les autres versions anglaises estimées « imprécises » ou « peu fiables » par rapport aux textes araméens d'origines, et que l'anglais constitue la langue parfaite choisie par Dieu au XVIe siècle.
S'appuyant sur les déclarations de la Bible, il s'oppose à l'avortement, au catholicisme romain, à l'islam, au judaïsme moderne, à l’homosexualité, au mormonisme, aux Témoins de Jéhovah, aux théories évolutionnistes et à la franc-maçonnerie.

## Publications

### Chick Tracts
Jack Chick est l'auteur des Chick Tracts, des BD courtes destinées à convertir le jeune public au fondamentalisme chrétien. Ces histoires, qui font preuve d'une morale sans concession, pointent en effet du doigt les travers de toutes les religions qui ne sont pas fondées uniquement sur la Sola Scriptura (Bible), notamment l'islam et le catholicisme, et affirment que tous les non-croyants sont voués aux flammes de l'enfer.

### Alberto
Jack T. Chick a aussi publié Alberto, série mettant en scène la vie d'Alberto Rivera, ex-prêtre jésuite. Ces albums sont eux aussi une condamnation très ferme du système papal.